# Goloka

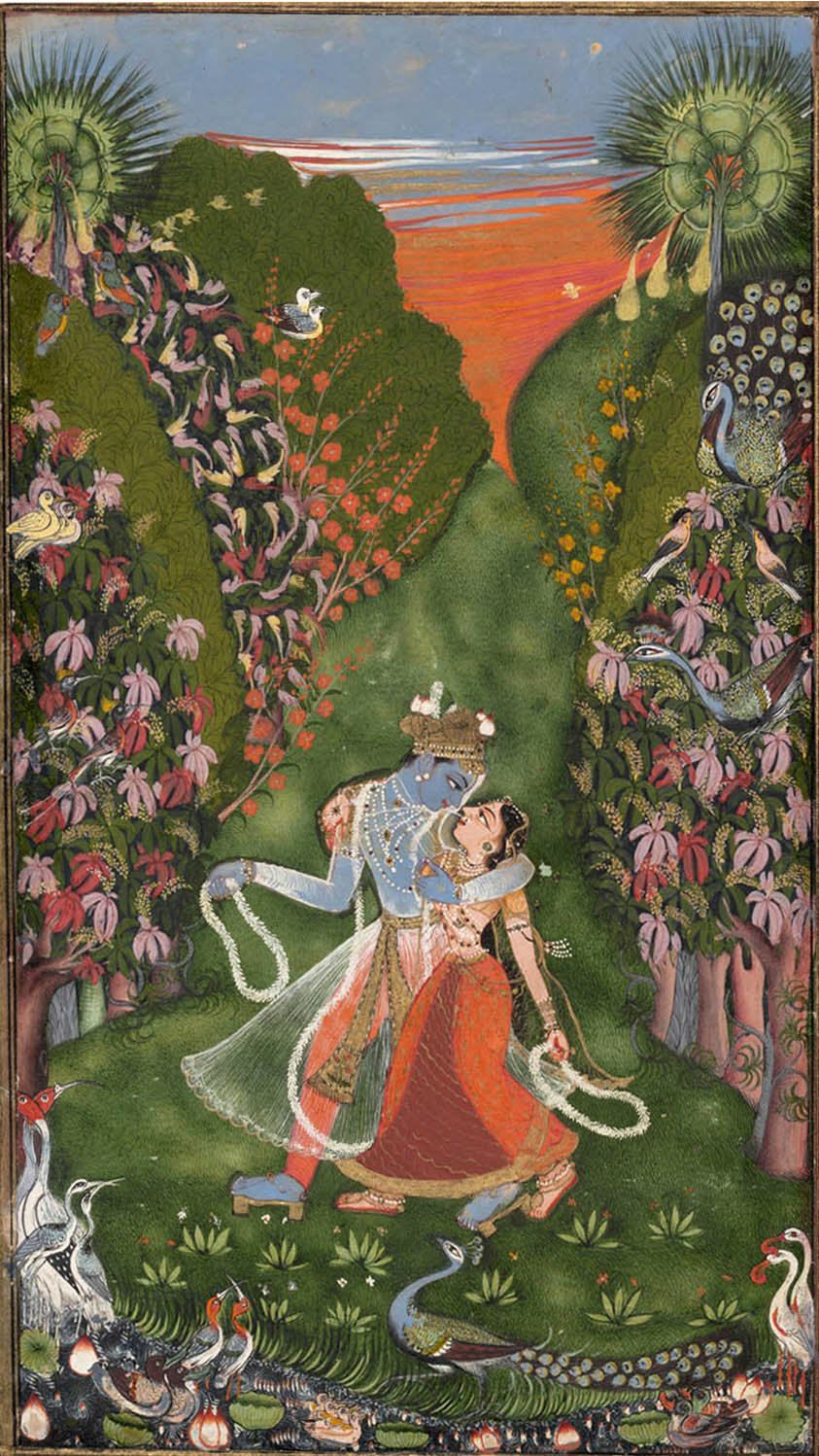
Radha and Krishna marchent dans un bosquet en fleurs. Kota, 1720, Musée du Met

Goloka est un des noms donnés au paradis du dieu Krishna dans l'hindouisme. Les vishnouïtes lui confèrent aussi ce nom.